# جير (لاعب كرة قدم مواليد 1953)
جير (بالبرتغالية: Jair Gonçalves Prates‏) هو لاعب كرة قدم برازيلي في مركز الهجوم، ولد في 11 يونيو 1953 في بورتو أليغري في البرازيل. شارك مع منتخب البرازيل لكرة القدم. أما مع النوادي، فقد لعب مع بنيارول ونادي أيه بي سي ونادي إنترناسيونال ونادي برشلونة ونادي جوفنتودي ونادي فيتوريا ونادي كروزيرو ونادي لاجيادينزي.

## وصلات خارجية
- جير (لاعب كرة قدم مواليد 1953) على موقع قاعدة بيانات كرة القدم.إي يو (الإنجليزية)
- جير (لاعب كرة قدم مواليد 1953) على موقع ناشيونال فوتبول تيمز (الإنجليزية)